# 新座市立東北小学校
新座市立東北小学校（にいざしりつ とうほくしょうがっこう）は、埼玉県新座市北野にある公立小学校。

## 歴史
出典
- 1969年（昭和44年）
  - 2月13日 - 校舎の地鎮祭挙行。
  - 4月1日 - 大和田小学校より野火止、志木、北野、東1・2区、富士見ヶ丘、上野原地区の児童を分離し、大和田小学校校舎を仮校舎として開校する。
  - 4月8日 - 第1回始業式と入学式を挙行。開校時点の学級数は22学級、児童数889名、職員数35名。
  - 8月30日 - 新校舎第1期工事として、野火止2118番地に完成。同日、開校記念日を地鎮祭の2月13日と定める。
  - 9月5日 - 新校舎に移転し、新校舎での授業開始。
- 1970年（昭和45年）
  - 4月1日 - 富士見ヶ丘地区児童を分離し、大正小学校を併設する。
  - 9月1日 - 大正小学校校舎が、新座団地内に竣工し、移転する。
  - 11月1日 - 新座町の市制施行により新座市立東北小学校と改称。
- 1971年（昭和46年）8月5日 - プール（25m×11.4mアルミ合金製）が完成。
- 1972年（昭和47年）3月4日 - 校旗と校歌を制定。
- 1973年（昭和48年）3月8日 - 校舎第2期工事落成（普通教室6、特別教室5）。
- 1974年（昭和49年）
  - 4月1日 - 東野小学校を分離。
  - 6月1日 - 体育館落成する。
- 1977年（昭和52年）4月1日 - 新開小学校を分離する。
- 1979年（昭和54年）2月13日 - 開校10周年祭開催し、校歌の碑を建立する。
- 1981年（昭和56年）
  - 8月25日 - 校舎内外の大改修完了。
  - 12月19日 - 給食排水処理施設完成。
- 1982年（昭和57年）8月21日 - 散水栓（スプリンクラー）完成する。
- 1984年（昭和59年）8月25日 - 校舎外壁塗装工事完了。
- 1985年（昭和60年）7月22日 - 体育館外壁部一部改修。
- 1986年（昭和61年）8月25日 - 校庭整備工事完了。
- 1989年（平成元年）
  - 1月31日 - 開校20周年を記念の航空写真撮影実施。
  - 8月27日 - 給食棟改修工事、裏庭舗装工事完了。
- 1991年（平成3年）
  - 1月11日 - プール給排水改修工事完了。
  - 9月4日 - 多目的ホール完成（東校舎4階2教室打抜）。
- 1994年（平成6年）8月31日 - 非常階段改修工事完了。校舎ベランダ塗装工事完了。
- 1995年（平成7年）7月 - この月から9月まで、校舎内外大規模の改修工事実施。
- 1997年（平成9年）
  - 1月 - この月から3月まで、プールサイドの屋根工事実施。
  - 2月26日 - 「子どもの110番の家」設置。
  - 9月25日 - 校舎耐震補強工事完了。
- 1998年（平成10年）
  - 3月2日 - 体育館の緞帳及び暗幕工事完了。
  - 11月26日 - 雲梯(うんてい)設置。
- 1999年（平成11年）
  - 3月5日 - コンピュータ室工事完了。
  - 3月9日 - プール塗装工事完了。
  - 7月1日 - コンピュータ設置（22台）。
  - 8月31日 - 水道管及びスプリンクラー改修工事完了。
  - 9月3日 - ブランコ改修工事完了。
- 2001年（平成13年）6月21日 - 同年6月8日に大阪府池田市で起こった“附属池田小事件”を受け、児童を守る「シルバーパトロール隊」発足。
- 2002年（平成14年）3月31日 - プール改修工事完了。
- 2003年（平成15年）11月10日 - 文化庁主催のバレエ公演実施。[要出典]
- 2005年（平成17年）4月1日 - 放送室調整卓設置完了。
- 2010年（平成22年）
  - 4月13日 - ブランコ改修工事完了。
  - 3月5日 - 西側非常階段塗装と2階ベランダへの手すり溶接工事終了。
- 2011年（平成23年）6月25日 - 普通教室エアコン設置工事終了。
- 2012年（平成24年）
  - 1月20日 - 低・中鉄棒10基交換工事終了。
  - 3月2日 - 高鉄棒下砂場設置工事終了。
- 2013年（平成25年）
  - 3月10日 - 正門拡幅・記念碑移設工事終了。
  - 5月 - 特別教室へのエアコン設置工事終了。
- 2014年（平成26年）3月 - 給食室と体育館の改修工事終了。
- 2015年（平成27年）
  - 3月 - 校舎内トイレ・プール・校庭の各改修工事終了。
  - 3月31日 - 放課後児童保育室創設工事終了。
- 2018年（平成30年）6月30日 - 開校50周年記念の航空写真撮影実施。
- 2019年（平成31年）4月1日 - 特別支援学級マーガレット（「知的」・「自閉・情緒」）新設。
- 2020年（令和2年）10月30日 - 屋上防水工事完了。
- 2021年（令和3年）
  - 3月31日 - 体育館床修繕完了。
  - 6月9日 - 旧登り棒を撤去し、新登り棒の設置完了。

## 学校データ

### 面積
敷地面積　11226.5m2

### 特別教室
- 1階 家庭科室・コンピュータ室・PTA室・相談室・保健室・印刷室・職員室
- 2階 図工室・理科室・学習室
- 3階 図書室
- 4階 音楽室・多目的ホール・児童会室

### 普通教室
- 24室

## 通学区域
出典
- 東北1丁目
- 東北2丁目
- 北野1丁目
- 北野2丁目
- 北野3丁目
- 東3丁目

公立中学校に進学する場合
出典
- 新座市立第二中学校 - 下記第四中学校の通学区域を除く地域から通う児童の主な進学先
- 新座市立第四中学校 - 北野2丁目（全域）・北野3丁目（18〜21番地）から通う児童の主な進学先

## その他
- 2004年夏にコンピューター室を改装し、ノートパソコンとなった。学校内はすべてLANである。ホストコンピュータを通してデータ、持ち運びが学校内は可能となっている。
- 新座市立東北小学校平成17年度卒業生が、2004年に学校内のLANを利用し、教室にてパソコンとプロジェクターを使いプレゼンテーションを実施した。

## アクセス
- 西武バス「志31」・「志32」、東武バス「志31」の各系統で、「東寮前」停留所下車。